# Неоконченная пьеса для механического пианино
«Неоконченная пьеса для механического пианино» — советский фильм Никиты Михалкова, снятый в 1977 году в основном по юношеской пьесе А. П. Чехова «Безотцовщина», а также использованы мотивы из других чеховских произведений: «В усадьбе», «Учитель словесности», «Три года», «Моя жизнь» и других.
Картина снималась в Пущине, на берегу Оки, где в полукилометре от гостиницы находилась заброшенная усадьба Арцыбашевых (XVIII века) — двухэтажный каменный дом и старый парк с заросшими аллеями и прудами.
В 2020 году фильм был отреставрирован.

## Сюжет
Летом в усадьбе генеральской вдовы Анны Петровны Войницевой собираются гости: доктор Трилецкий, господин Петрин (кредитор хозяйки), Порфирий Семёнович Глагольев (обожатель Анны Петровны), соседи Платоновы — Михаил Васильевич с женой Сашенькой, ещё один сосед-кредитор Павел Петрович Щербук с дочерьми и племянником Петечкой. Пасынок Войницевой Серж представляет гостям свою молодую жену Софью, в которой Михаил Васильевич Платонов узнаёт свою прежнюю любовь.
Общество развлекается, играют в фанты. Только Платонов регулярно пытается завести разговор о ничтожности каждого конкретного человеческого существования.
Вечером во время фейерверка происходит объяснение Михаила Васильевича с Софьей. В результате Софья готова бросить своего мужа и начать с Михаилом Васильевичем «чистую новую жизнь». Но Михаил Васильевич оказывается не готов к такому повороту. Запутавшись в своих чувствах, он бросается с невысокого обрыва в реку, но воды в реке по колено. Жена со слезами на глазах говорит Платонову, что любит его.
В финале все персонажи встречаются на рассвете на лугу около реки. Завершают фильм кадры со спящим Петечкой, который отворачивается во сне от лучей восходящего солнца.

## В ролях
- Александр Калягин — Михаил Васильевич Платонов, школьный учитель
- Елена Соловей — Софья Егоровна Войницева, жена Сергея Войницева
- Евгения Глушенко — Сашенька, Александра Ивановна, жена Михаила Платонова
- Антонина Шуранова — Анна Петровна Войницева, генеральская вдова
- Юрий Богатырёв — Сергей Павлович Войницев, бездельник-философ, пасынок Анны Петровны
- Олег Табаков — Павел Петрович Щербук, кредитор Анны Петровны
- Николай Пастухов — Порфирий Семёнович Глагольев, помещик, сосед и обожатель Анны Петровны
- Павел Кадочников — Иван Иванович Трилецкий, отец Сашеньки и Николая
- Никита Михалков — Николай Иванович Трилецкий, врач, брат Сашеньки
- Анатолий Ромашин — Герасим Кузьмич Петрин, кредитор Анны Петровны
- Наталья Назарова — Верочка, дочь Щербука
- Ксения Минина — Лизочка, дочь Щербука
- Сергей Никоненко — Яков, слуга Анны Петровны
- Сергей Гурьев — Петечка, племянник Щербука

### В эпизодах
- Виталий Комиссаров — слуга Анны Петровны
- Геннадий Иванов — Захар, слуга Анны Петровны
- М. Юсин
- Светлана Башлыкова — служанка Анны Петровны
- Вячеслав Максаков — Горохов, управляющий

## Съёмочная группа
- Авторы сценария: А. Адабашьян, Н. Михалков
- Режиссёр-постановщик — Никита Михалков
- Оператор-постановщик — Павел Лебешев
- Художники-постановщики: А. Адабашьян, А. Самулекин
- Композитор — Эдуард Артемьев
- Звукооператор — Валентин Бобровский
- Режиссёр — В. Максаков
- Оператор — Б. Елян
- Художник по костюмам — М. Абар-Барановская
- Художник-гримёр — Н. Желманова
- Монтажёр — Л. Елян
- Директор — Татьяна Жигаева

## В фильме использована музыка
- Г. Доницетти (Una furtiva lagrima)
- Ф. Листа («Венгерская рапсодия № 2»)
- С. В. Рахманинова

## Награды
- 1977 — МКФ в Картахене (Специальный приз жюри А. Калягину)
- 1977 — МКФ в Сан-Себастьяне (Приз «Большая золотая раковина»)
- 1978 — МКФ авторского кино в Белграде (Гран-при Союза художников кино и телевидения Югославии)
- 1978 — МКФ в Чикаго (Премия «Золотой Хьюго»)
- 1978 — Премия «Давид ди Донателло»

## Из истории создания фильма
Хотя за основу сценаристами была принята пьеса «Безотцовщина» («Платонов»), при создании сценария использовались также отдельные мотивы и ситуации рассказа «Учитель словесности» (игра в карты на поцелуй), повестей «Три года», «Моя жизнь» и некоторых других произведений Чехова. Так, вся линия Павла Щербука восходит к выступлениям дворянина Рашевича против «чумазых» в рассказе «В усадьбе».
Никита Михалков предлагал роль генеральши Анны Петровны Людмиле Гурченко, но при съёмках мюзикла «Мама» Гурченко сломала ногу и потому была вынуждена отказаться от съёмок в фильме Михалкова. На роль доктора Трилецкого был изначально утверждён Евгений Стеблов, но перед съёмками актёр попал в ДТП и был госпитализирован. Александр Адабашьян уговорил сыграть эту роль самого Михалкова, который был со Стебловым одного роста. На роль Софьи пробовалась Ирина Муравьёва. Роль управляющего Горохова сыграл второй режиссёр фильма Вячеслав Максаков, роль слуги Захара — мастер по свету Геннадий Иванов, роль служанки — художник по костюмам Светлана Башлыкова.
Соавтор сценария Александр Адабашьян вспоминал о том, какая атмосфера царила на съёмках: «…В полукилометре от прекрасной и почти всегда пустой гостиницы стояла заброшенная усадьба с двухэтажным каменным домом, парком из заросших аллей и цветущих прудов… Михалков просил, чтобы каждый артист, независимо от объёма его роли, весь съёмочный период провёл в Пущино. С семьёй, с детьми, чтобы ходить в лес за грибами, купаться в реке, по вечерам ходить в гости и за чаем говорить о погоде на завтра, о том, что завтра снимать и как играть, — так эти чаепития переходили в репетиции, но чёткого разграничения на „дело“ и „не дело“ не существовало… Весь способ существования был так ненавязчиво, но точно срежиссирован, что грани между работой и отдыхом не существовало…».

## Смотри также
- Отель «Франция»